# WoO

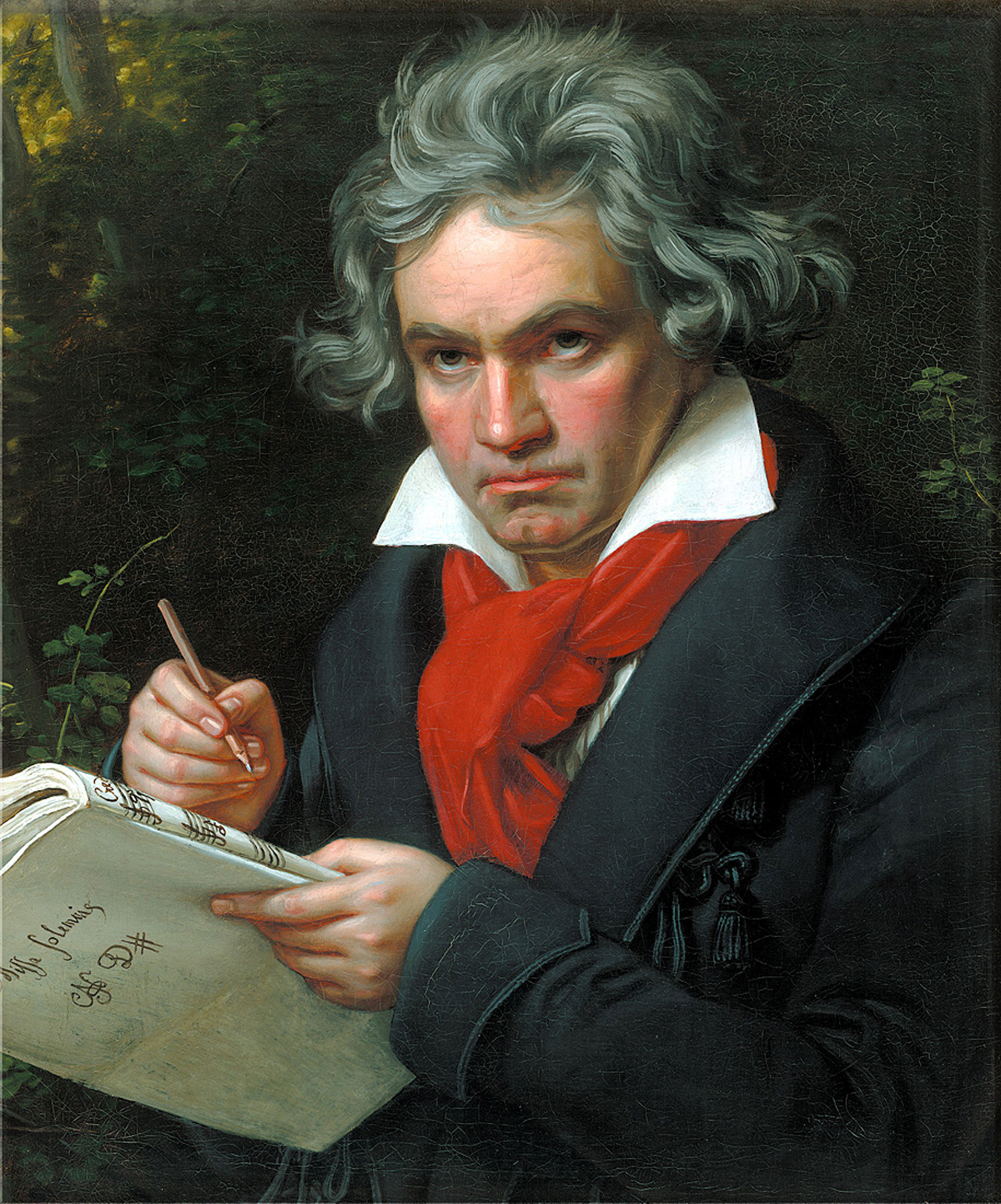
Портрет Бетховена с партитурой Missa Solemnis («Торжественная месса») Карла Штилера, 1820

WoO (нем. Werke ohne Opuszahl — работы без опусного номера) — принятое обозначение музыкальных произведений немецкого композитора Людвига ван Бетховена, не получивших авторского или издательского опусного номера.

## История
Известные произведения венского классика включают более 720 работ, написанных в течение сорока пяти лет творческой деятельности (начиная с 1782—1783 годов и вплоть до смерти в Вене в 1827 году). Каталог сочинений Бетховена с опусным обозначением включает 138 номеров. Первым опубликованным произведением композитора считаются 9 вариаций на тему марша Дресслера (WoO 63), увидевшие свет в 1782 году, а первым сочинением, которому он решил присвоить номер, стали Три трио для фортепиано, скрипки и виолончели (Op. 1). В начале своей профессиональной композиторской деятельности Бетховен был связан с венской нотоиздательской фирмой Artaria & Co., которая опубликовала его первые номерные сочинения. Договор между композитором и издательством о публикации трио был заключён 19 мая 1795 года.
Каталог с принципом включения работ без опусного номера был опубликован в 1955 году немецкими музыковедами. Он был начат Георгом Кински (Georg Kinsky) и закончен после его смерти Гансом Хальмом (Hans Halm), в связи с чем также известен как KHV — Kinsky/Halm Verzeichnis, по именам создателей. Он включал в себя список всех известных композиций Бетховена и был разделён на две группы. В первую вошли его произведения под опусами, а во вторую те, которые первоначально не были опубликованы с номером опуса или сохранились только фрагментарно. Номера таких произведений присваивались по жанрам, которые в свою очередь делились по хронологии. В 1983 году «Тематико-библиографический указатель всех завершённых работ Людвига ван Бетховена» Кински и Хальма был переиздан. Российский бетховеновед Лариса Кириллина писала в 2017 году, что каталог немецких музыковедов «до сих пор сохраняет своё практическое и научное значение, хотя ни полным, ни вполне актуальным он уже не является». Использованное обозначение и принципы организации немецких музыковедов используют и другие составители. По словам российского автора полного бетховенского каталога Владимира Столяра, безопусная нумерация имеет ряд преимуществ для новооткрытых произведений: «Такая несложная и доступная для использования система обозначений бетховенских работ позволит в дальнейшем для вновь открываемых произведений (исследования эскизных тетрадей продолжаются) присваивать очередной каталожный номер (WoO #) без дополнительных усилий и согласований».
Кроме каталогов, включающих обозначения Op. и WoO, в отношении произведений Бетховена применяются и другие (например, Unv, Anh), предпринимаются попытки дальнейшей систематизации. Аббревиатура WoO также иногда используется для обозначения произведений без опусов других композиторов, таких как Иоганнес Брамс, Роберт Шуман, Муцио Клементи, Луи Шпор, Иоахим Рафф, Фердинанд Рис.